# 王銀河
王銀河（1906年—1975年），台灣台北市人，閩南歌仔戲（薌劇）琴師。
1915年，九岁的王银河与父亲至廈門谋生，1918年起，在廈門參加台灣歌仔表演團體「仁義社」，平日工作餘暇學習台灣胡琴類樂器大廣弦。
1928年轉為職業琴師，參加歌仔戲戲班「雙珠鳳班」的音樂工作。1931年到1941年間隨同台灣歌仔戲戲班「丹鳳社」、「玉麒麟班」到新加坡、馬來亞表演。1941年珍珠港事變後，太平洋战争爆發，台籍的他在新加坡被英軍俘虜，送到印度的集中營。1945年，第二次世界大戰結束後，他重獲自由，經新加坡回到台灣台北，在「永樂勝利劇團」做琴師。
1947年轉職另一台灣歌仔戲劇團「霓光班」，1948年隨團到廈門表演，從此沒有再回台灣。1949年，中華人民共和國建國後，他在「漳州實驗薌劇團」（後來改「龍溪專區薌劇團」，現在「漳州市薌劇團」的前身）工作，演奏大廣弦。1958年加入中國共產黨。1975年11月5日，因病去世。
他的大兒子王南榮是閩南歌仔戲演員、歌仔戲藝術教師，2兒子王南輝是閩南歌仔戲琴師。
王南輝除了善長並推廣父親獨創的大廣弦顫音指法（「大廣弦打指」），同時善長六角弦、殼子弦、月琴、三弦等多種歌仔戲樂器和音樂藝術。
陳彬、陳松民（閩南歌仔戲音樂工作者，陳松民和江松民不同人）合編的《薌劇傳統曲調選》（人民音樂出版社，北京）1書中收錄了許多王南輝的歌仔戲音樂演奏和演唱資料。